# NGC 600
NGC 600 is een balkspiraalstelsel in het sterrenbeeld Walvis. Het hemelobject werd op 10 september 1785 ontdekt door de Duits-Britse astronoom William Herschel.
Waarnemers in de Benelux kunnen, aan de hand van NGC 600 en het iets oostelijker gelegen stelsel NGC 615, op zoek gaan naar de gordel van geostationaire satellieten. De telescoop met volgmechanisme dient naar NGC 600 of NGC 615 gericht te worden, de geostationaire satellieten bewegen traag doorheen het beeldveld.

## Synoniemen
- PGC 5777
- MCG -1-5-7
- IRAS01305-0733